# Pseudozonitis megalops
Pseudozonitis megalops es una especie de coleóptero de la familia Meloidae.

## Distribución geográfica
Habita en Guatemala.